# Бен-но-меното
Бен-но-меното (бл. 995 — бл. 1078) — середньовічна японська поетеса періоду Хейан.

## Життєпис
Про неї відомо замало. Бен-но-меното є власне посадою — годувальниця Бен. Переважна більшість дослідників вважає, що її справжнє ім'я уло Фудзівара но Акіко, належала до Північних Фудзівара. Була онукою Фудзівара но Аріхіри, Лівого міністра. Донька Фудзівара но Масатокі, кокусі провінції Каґа. При народженні отримала ім'я Мейсі.
Вийшла заміж за Фудзівара но Канецуне, онука сессьо Фудзівара но Канеіє. Була годувальницею принцеси Тейсі (доньки імператора Сандзьо) у 1013 році, яка 1037 року стала імператрицею Йомеймон-ін. Остання згадка про Бен-но-меното відноситься до 1078 року.

## Творчість
Складала вірші-вака, що увійшли до власної збірки «Бен-но-меното-сю» і імператорських антологій «Ґосюї вака-сю» («Пізніша збірка решти японських пісень») і «Сендзай вака-сю» («Збірка тисячі років»).

## Родина
Чоловік — Фудзівара но Канецуне, санґі.
Діти:
- Фудзівара но Акіцуна (1029—1103), кокусі декількох провінцій